# Oświata w Baranowie Sandomierskim

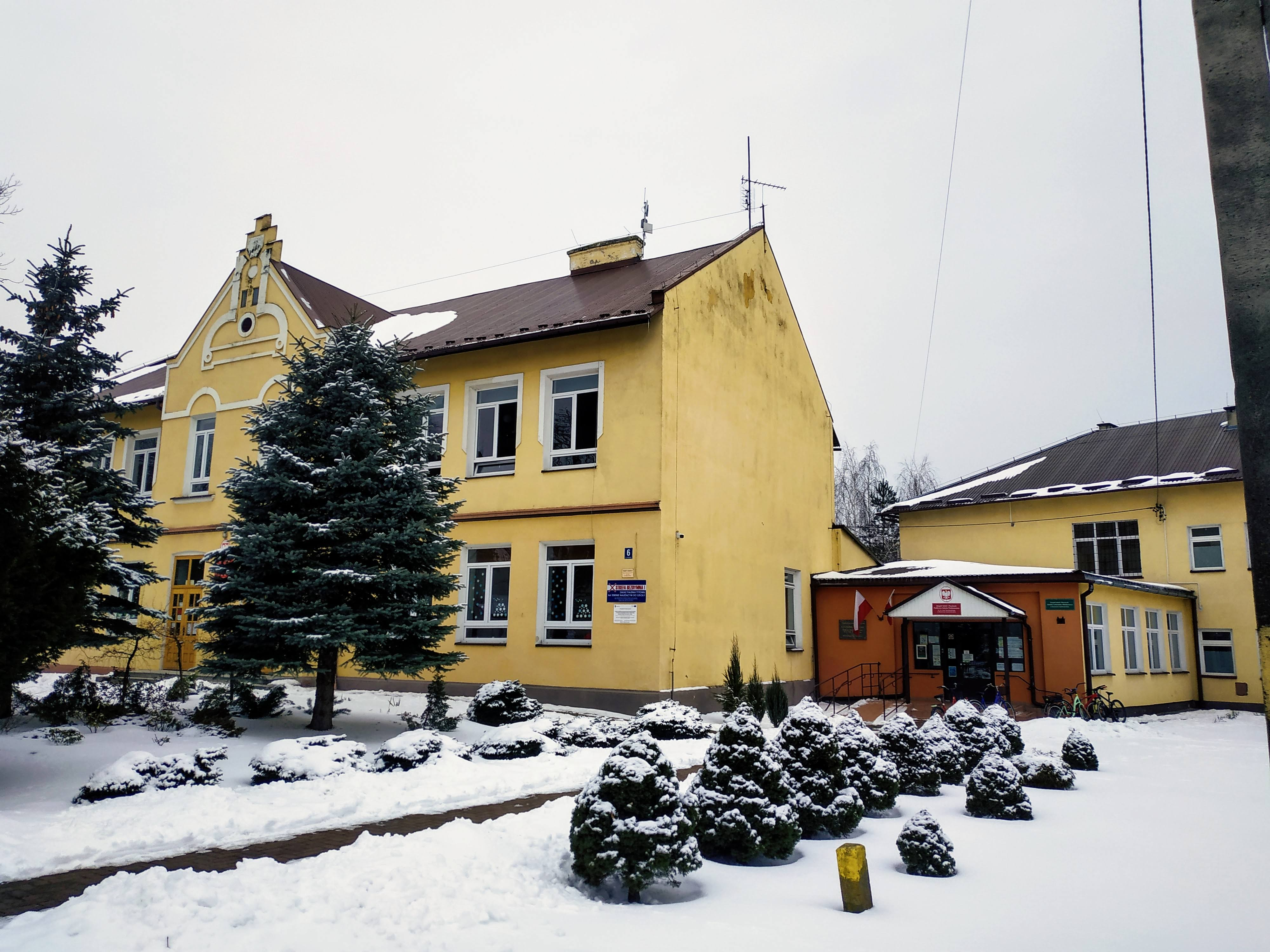
Budynek szkoły w Baranowie Sandomierskim

Oświata w Baranowie Sandomierskim – całokształt działań w historii Baranowa Sandomierskiego służących kształceniu i wychowaniu.
Niektóre źródła podają, że szkolnictwo w Baranowie Sandomierskim zaczęło rozwijać się w połowie XV wieku; jednak pierwszą potwierdzoną datą mówiącą o szkolnictwie w Baranowie Sandomierskim jest 1600 rok. Dzieje baranowskiej oświaty rozpoczęły się wraz z założeniem przez Leszczyńskich szkoły trywialnej, później w Baranowie Sandomierskim znajdowały się między innymi: szkoła ludowa, szkoła podstawowa, szkoła średnia, gimnazjum i liceum.

## Historia

### Początki szkolnictwa
Z niektórych źródeł pisanych wynika, że w Baranowie Sandomierskim szkoła istniała w połowie XV wieku. Jednak pierwszą potwierdzoną datą jest 1600 rok, w którym Leszczyńscy założyli szkołę kalwińską trywialną (szkoła usytuowana była w dwuizbowym budynku obok zboru kalwińskiego braci czeskich pod wezwaniem Świętego Jakuba; w jednej izbie mieszkał bakałarz a w drugiej odbywała się nauka dla chłopców okolicznej szlachty i mieszczan). Ministrem tej szkoły był Maciej Rybiński, tłumacz psałterza na język polski, późniejszy senior Jednoty braci czeskich w Wielkopolsce. O tej szkole wspomina w swoich dokumentach, po wizytacji parafii baranowskiej w 1646 roku biskup krakowski – Piotr Gembicki, opisując

„…dom mieszkalny z łaźnią i mniejszy, naprzeciw niego dla bakałarza”.

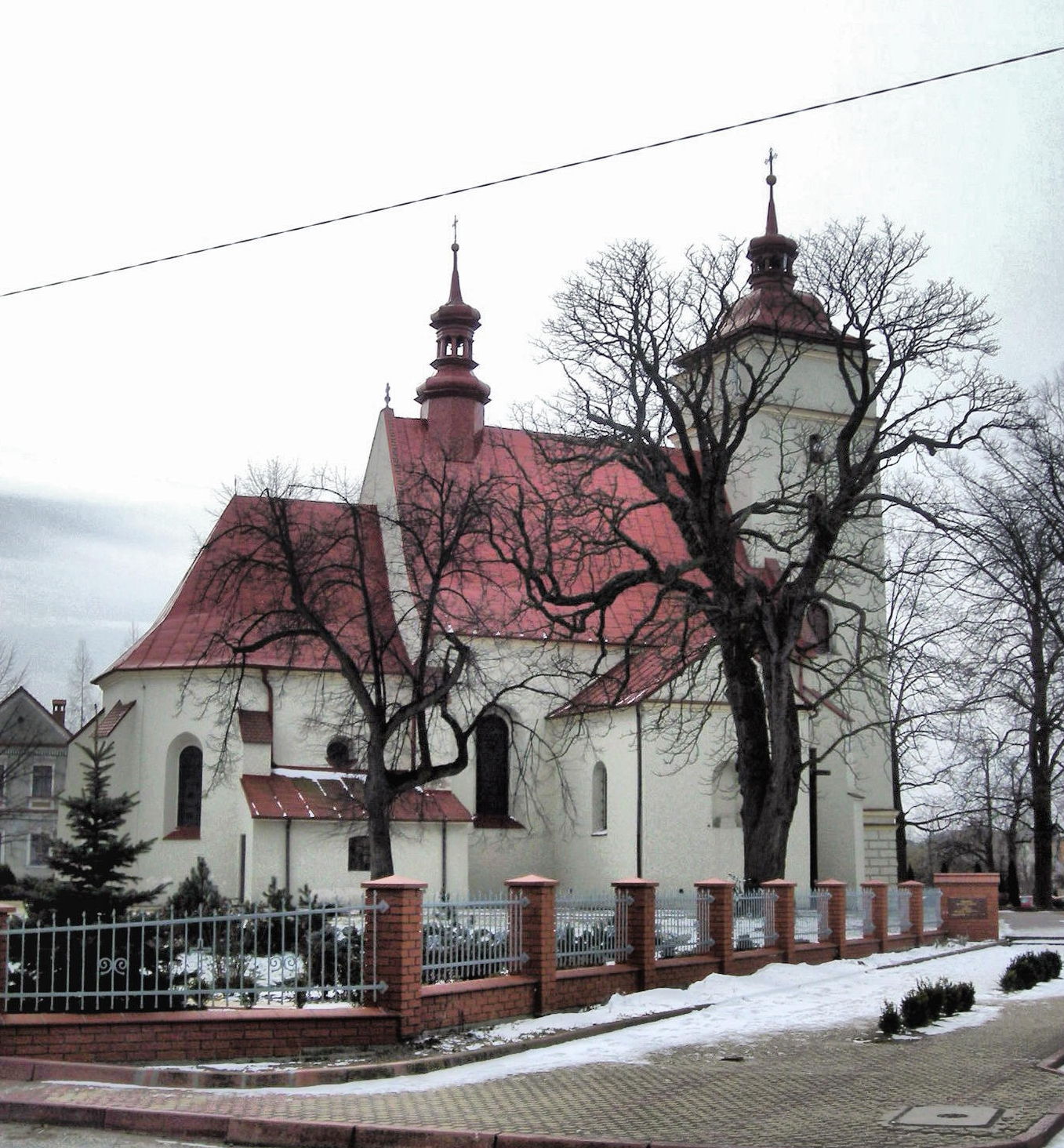
Kościół w Baranowie Sandomierskim; dawniej na jego miejscu znajdował się zbór Św. Jakuba

13 grudnia 1816 r. na mocy dekretu gubernialnego została założona jednoklasowa szkoła ludowa. Mieściła się ona w budynku szpitalnym w pobliżu kościoła. Założyła ją Anna Potocka z Krasickich (ważną rolę odegrało także poparcie ówczesnego baranowskiego proboszcza – Jana Solaka). Szkoła obejmowała swoim zasięgiem Baranów Galicyjski (ówczesna nazwa Baranowa Sandomierskiego) wraz z gminą żydowską, Suchorzów z Przewozem (aktualnie część Suchorzowa), Skopanie, Dymitrów Duży i Dymitrów Mały wraz z Kołem (aktualnie część Dymitrowa Małego). Patronami i opiekunami owej szkoły ludowej zostali: jej założycielka, miejscowy proboszcz i rajcowie miasta. W 1834 roku właściciel baranowskiego zamku Karol Krasicki na terenie ogrodu szkolnego wybudował nowy, parterowy budynek szkolny.
Z dniem 1 stycznia 1873 roku Rada Miasta Baranowa i gminy wiejskie: Dymitrów Duży, Dymitrów Mały z Kołem, Suchorzów z Przewozem i Skopanie przejęły na siebie wyłączny obowiązek utrzymania trywialnej szkoły miejscowej. Pomoc w jej utrzymaniu i wyposażeniu zobowiązali się podtrzymywać poprzedni dobrodzieje szkolni: właściciel ziemski – Feliks Dolański i ówczesny ksiądz proboszcz – Antoni Janczura. 22 maja 1873 roku C.K. Krajowa Rada Szkolna we Lwowie zaliczyła szkołę pospolitą w Baranowie do etatowych i określiła obszar obwodu szkolonego. Obowiązek utrzymania i uposażenia szkoły nałożyła wspólnie na miasto i okoliczne wioski. 18 lipca 1887 roku Rada Szkolna Miejscowa w Baranowie Galicyjskim (ówczesna nazwa Baranowa Sandomierskiego) zdecydowała o budowie nowego, trzyizbowego budynku szkolnego (szkołę otwarto i poświęcono 4 października w dniu urodzin cesarza Franciszka Józefa).
10 stycznia 1889 roku C.K. Rada Szkolna Krajowa we Lwowie zadecydowała o przekształceniu od dnia 1 września 1889 roku baranowskiej szkoły ludowej z 1-klasowej w 3-klasową. W 1890 na nowo założono ogród szkolny, w którym znajdowały się między innymi drzewa owocowe, winna latorośl i krzewy ozdobne.
1 września 1897 roku przemianowano decyzją C. K. Rady Szkolnej Krajowej 3-klasową szkołę w Baranowie Galicyjskim na 4-klasową pospolitą szkołę ludową mieszaną.
3 kwietnia 1905 roku orzeczeniem C. K. Rady Szkolnej Krajowej ze związku szkolnego gminy Baranów wyłączono wsie: Dymitrów Duży, Dymitrów Mały, Skopanie i Suchorzów. Już 1 września zorganizowano w nich osobne szkoły jednoklasowe.

### Lata 1912–1939
W 1912 roku wybudowano nowy budynek szkoły (w związku ze zwiększającą się liczbą kształcących się dzieci i niszczeniem starego budynku szkolnego). Nowaa szkoła była piętrowa, posiadała sześć sali lekcyjnych i mieszkanie dla kierownika szkoły. Budowa szkoły kosztowała 51 500 koron. Rozpoczętą w 1910 r. budowę nowego budynku szkolnego dla baranowskiej szkoły ludowej podjęto z inicjatywy Ludwika Napoleona Wnękowskiego – nowego kierownika szkoły i Jana Solaka – ówczesnego proboszcza (wybudowana wtedy szkoła pełni swoją rolę nadal, w XXI wieku nazywana jest potocznie „starą szkołą”). W latach 1914–1918 budynek szkolny zamieniono na kwatery i szpital wojskowy dla żołnierzy armii austriackiej i rosyjskiej. Z tego powodu budynek szkolny oraz ogród szkolny mocno wyniszczały. Oszacowane szkody wojenne wyniosły 8000 koron austriackich. W 1919 roku rok szkolny rozpoczęto uroczystym i patriotycznym przemówieniem Ludwika Napoleona Wnękowskiego; wszystkie sale szkolne były przystrojone w dekoracje patriotyczne (najwięcej było polskich orłów w koronie). W 1920 roku po raz pierwszy na zakończeniu roku szkolnego zostały wydane uczniom tutejszej szkoły zawiadomienia szkolne z orłem polskim, co sprawiło im wiele radości i było powodem ogromnej dumy. W czasie wojny polsko-bolszewickiej po raz kolejny budynek szkolny został zamieniony w szpital wojskowy. Z tego powodu nowy rok szkolny rozpoczął się dopiero 25 września. W 1921 roku do szkoły wprowadzono klasę piątą. W następnym roku inspektor szkolny zapowiedział zmiany organizacyjne tj. przekształcenie tutejszej szkoły w sześcioklasową szkołę powszechną. W 1924 na mocy decyzji Kuratorium Okręgu Szkolnego we Lwowie nastąpiła reorganizacja Trywialnej Szkoły Powszechnej w Baranowie z 5-klasowej w 7-klasową. W 1925 roku w związku z likwidacją szkoły w Dymitrowie Małym tamtejsze dzieci zaczęły uczęszczać do szkoły baranowskiej. 23 lipca 1929 roku podczas uroczystości z okazji odwiedzin Baranowa Sandomierskiego przez prezydenta Ignacego Mościckiego chór szkolny zaśpiewał hymn Polski, a najpilniejsza uczennica szkoły wręczyła prezydentowi bukiet kwiatów. W 1932 roku Ludwik Napoleon Wnękowski po ponad 45-letniej pracy w szkole i na stanowisku jej dyrektora przeszedł na emeryturę. W 1934 roku działanie rozpoczęły w szkole dwie nowe organizacje: Szkolne Koło Młodzieży PCK, krzewiące idee czerwonokrzyskie i Szkolne Koło Ligi Obrony Powietrznej Państwa, szerzące wiedzę o lotnictwie w świecie i w Polsce. W latach 20. XX wieku do szkoły podstawowej w Baranowie Sandomierskim uczęszczał Józef Majka.

### II wojna światowa
W 1939 roku szkołę przekształcono na tymczasowy szpital dla polskich żołnierzy z Armii „Kraków”, a później w kwaterę dla niemieckich oddziałów Wehrmachtu. Podczas niemieckiej okupacji w latach 1939–1944 naukę prowadzono w 6-klasowej szkole powszechnej poza budynkiem szkolnym na terenie Baranowa Sandomierskiego (naukę w budynku szkolnym wznowiono 1 września 1944 roku). Pieczęcie szkolne, szyldy i dzienniki zmieniono na dwujęzyczne (na niemieckojęzyczne i polskojęzyczne).
W 1940 roku decyzją Landkomisarza w Tarnobrzegu przestała uczęszczać do tutejszej publicznej szkoły powszechnej młodzież żydowska. Do szkoły przybyło zaś 26 nowych uczniów – dzieci, które wraz z rodzicami wysiedlono z byłych województw: pomorskiego i poznańskiego, należących już do III Rzeszy Niemieckiej.
Władze niemieckie ograniczyły programy nauczania, zaniżając poziom osiąganej wiedzy. Szkoła z polecenia władz miała zająć się hodowlą rośliny kauczukodajnej, jedwabnika, sadzeniem drzew owocowych i zbiórką ziół leczniczych. 5 stycznia 1942 roku przerwano zajęcia lekcyjne z powodu epidemii tyfusu plamistego.
20 lipca 1942 roku o czwartej po południu, zgromadzeni wcześniej na baranowskim rynku, miejscowi Żydzi (w tym wielu dawnych uczniów baranowskiej szkoły) opuścili miasteczko. Wszyscy młodzi i starsi, kobiety, mężczyźni i dzieci zostali zmuszeni do opuszczenia miasta z niewielkimi tobołkami; udali się w stronę stacji kolejowej w Skopaniu. Stamtąd odjechali w wagonach bydlęcych na śmierć do Oświęcimia i Pustkowa.
W 1944 roku w szkole stacjonował pułk lotniczy Armii Radzieckiej. W czasie nocy z 6 na 7 sierpnia miejsce miało intensywne bombardowanie Baranowa Sandomierskiego. Przeszło 50 bombowców niemieckich, oświetliwszy wcześniej miasto rakietami, nieprzerwanie bombardowało Baranów i okolice od 9 wieczorem do 5 rano. Zniszczeniu uległy znaczne połacie miasta, najbardziej jego południowa część. W czasie nalotu ucierpiała także szkoła i jej otoczenie: zrujnowano sale lekcyjne, wybito szyby, uszkodzono dach i ogrodzenie szkoły. Podobną do sierpniowej noc Baranów przeżył jeszcze raz w nocy z 11 na 12 stycznia 1945 roku, kiedy ruszyła ofensywa styczniowa Armii Czerwonej i I Armii Wojska Polskiego. Bombardowania, lecz słabsze, powtarzały się tak w dzień, jak i w nocy przez cały czas istnienia przyczółka baranowsko-sandomierskiego.

### Po 1945 r.

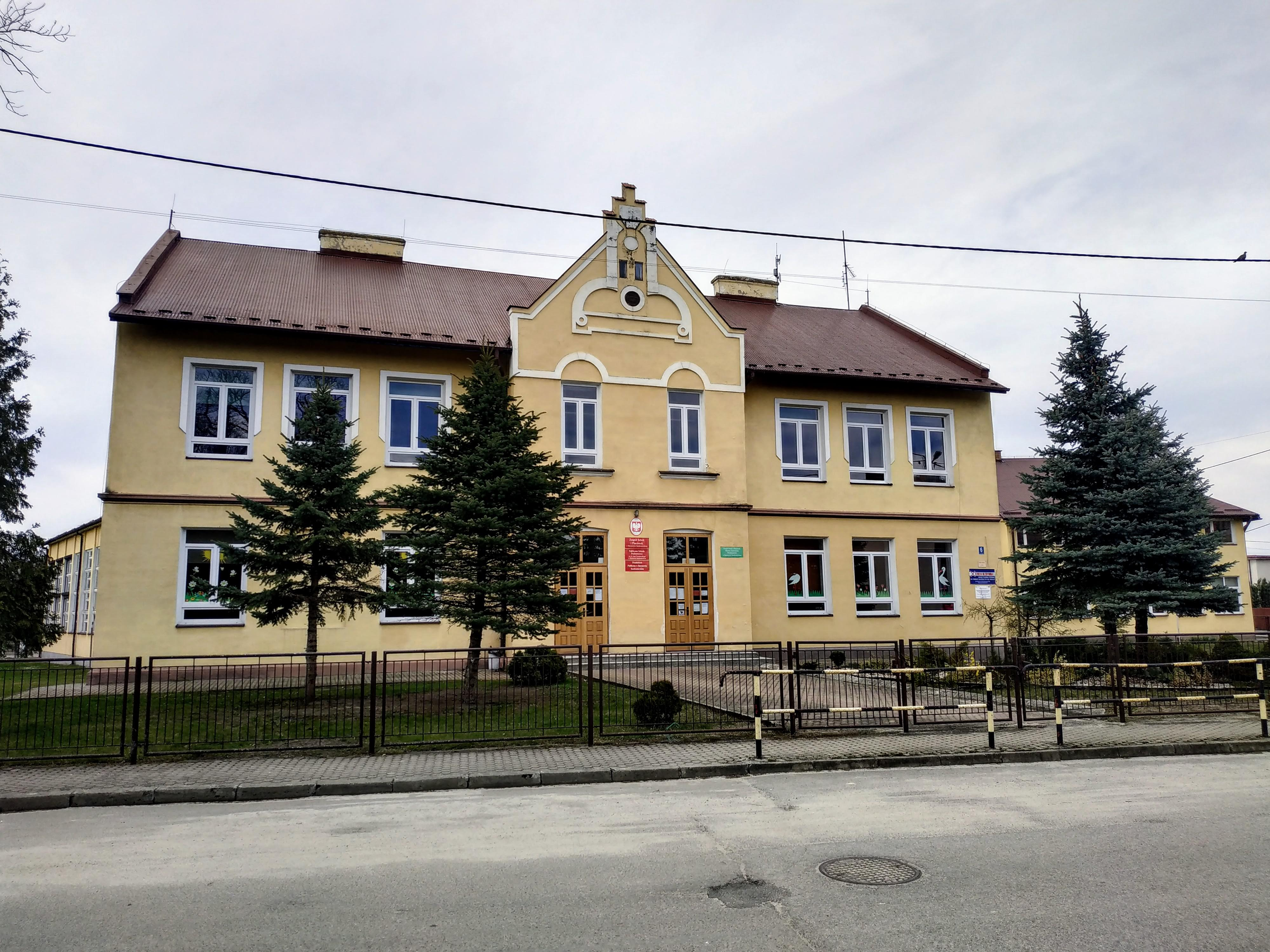
Szkoła w Baranowie Sandomierskim; widok na starą szkołę z 1910 roku

1 września zgodnie z tradycją, choć mimo problemów lokalowych, już w wyzwolonym miasteczku rozpoczął się dla szkoły powszechnej w Baranowie Sandomierskim nowy rok szkolny. Pierwszą decyzją, jaką podjęły nowe władze miasta, było przekazanie zamku baranowskiego na cele oświatowe – jako pomieszczenia dla powszechnej szkoły podstawowej, tworzonego właśnie prywatnego gimnazjum ogólnokształcącego i na mieszkania dla nauczycieli. Jednak do jej realizacji nigdy nie doszło. W 1945 roku na podwórku szkolnym stanęły dwa drewniane baraki z 6 salami lekcyjnymi (były one konieczne, by choć tymczasowo rozwiązać problemy lokalowe, wynikłe z dużej liczby dzieci i młodzieży; przez 20 kolejnych lat baraki wielokrotnie remontowane służyły miejscowej ludności w celach oświatowych). 3 września na polecenie Kuratorium Okręgu Szkolnego w Rzeszowie otwarto w gmachu szkoły podstawowej szkołę średnią. Była to Publiczna Szkoła Dokształcająco-Zawodowa, o charakterze koedukacyjnym dla chłopców i dziewcząt z Baranowa i okolic. W tym samym czasie w baranowskim zamku, w niezniszczonych komnatach parteru rozpoczęła działalność inna szkoła zawodowa – Ogrodnicza Szkoła Rolnicza, kierowana przez powiatowe władze oświatowe. W 1948 roku otwarto całodniową świetlicę międzyszkolną. W 1949 roku szkołę zradiofonizowano (rok wcześniej ją zelektryfikowano). W tym samym roku 16 absolwentów Miejskiego Prywatnego Gimnazjum Ogólnokształcącego w Baranowie zdało tzw. „małą maturę”.

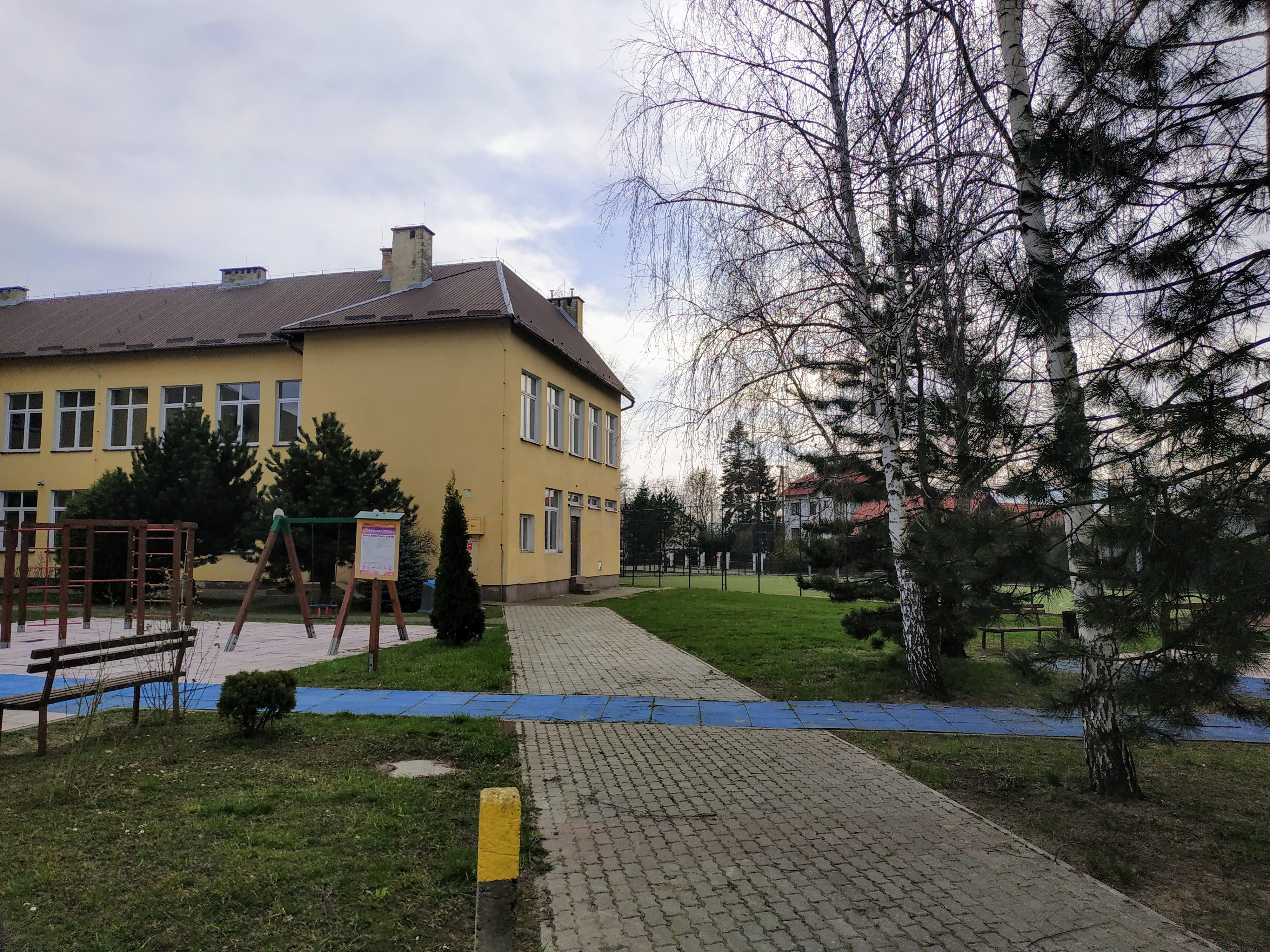
Szkoła w Baranowie Sandomierskim; widok na plac zabaw i boisko (z ulicy Szkolnej)

W 1950 roku zlikwidowano działające w mieście szkoły średnie zawodowe. W 1953 roku szkole rozpoczęły działalność kółka przedmiotowe: sportowe, z przedmiotów ścisłych i humanistycznych, techniczne i muzyczne. Na zajęciach pozalekcyjnych zainteresowani i uzdolnieni uczniowie poszerzali swoją wiedzę pod kierunkiem i fachową opieką nauczycieli – specjalistów tych przedmiotów. W 1955 roku zawiązał się Społeczny Komitet Rozbudowy Szkoły w Baranowie Sandomierskim, dzięki jego staraniom miejska rada narodowa przydzieliła szkole kilka niezasiedlonych parcel miejskich, położonych niedaleko szkoły. Nowo przydzielony teren szkolny dzieci i młodzież ogrodziły drutem kolczastym w czasie czynu lipcowego. Dało to w sumie dość dużą całość otoczenia szkolnego, ograniczonego ulicami: Kościuszki, Wenecją i Różaną. Na apel komitetu mieszkańcy wiosek z Dymitrowa Małego, Przewozu, Skopania i Siedleszczan zwieźli 135 fur piasku wiślanego. Dochody z kilku zabaw miejskich w Domu Kultury „Sokół” wpłacono na konto rozbudowy szkoły. W 1956 roku przeprowadzono remont budynku głównego i dwóch baraków drewnianych. W 1957 roku w budynku szkoły działalność rozpoczęła szkoła przysposobienia rolniczego. W 1962 roku z inicjatywy Inspektora Oświaty Powiatowej Rady Narodowej w Tarnobrzegu Gminna Spółdzielnia „Samopomoc Chłopska” w Baranowie Sandomierskim zobowiązała się do roztoczenia opieki nad baranowską szkołą podstawową. Utworzono Komitet Opiekuńczy, który nawiązał współpracę z kierownictwem szkoły. W 1966 roku po 16 miesiącach robót budowlanych otworzono tzw. „tysiąclatkę” (nazywaną również „nową szkołą”), czyli dobudówkę do tzw. „starej szkoły”. Budynek „nowej szkoły” oddano do użytku 16 lipca w czasie wizyty Władysława Kruczka. W 1970 roku odmalowano wnętrza szkolne i ustawiono ławki parkowe.
28 sierpnia 1971 roku na podstawie zarządzenia władz kuratoryjnych w Rzeszowie w związku z podziałem administracyjnym kraju w gminie Baranów Sandomierski powstała Zbiorcza Szkoła Gminna. W jej skład wchodzą szkoły podstawowe w Baranowie Sandomierskim, Skopaniu Fabrycznym, Woli Baranowskiej, Knapach, Durdach, Dąbrowicy, Ślęzakach i Łążku oraz ich punkty w Dymitrowie Dużym, Skopaniu, Suchorzowie, Markach, Przewłoce wraz z Zasadniczą Szkołą Rolniczą w Baranowie Sandomierskim. W tym samym roku oddano do użytku bibliotekę, świetlice szkolną i gabinet higienistki. W 1976 roku zakończono remont tak zwanej „starej szkoły” i oddano do użytku przewiązkę szkolną (korytarz łączący „starą szkołę” z „nową szkołą”). W 1977 roku na przewiązce szkolnej urządzono szatnie; w tym samym roku na terenach przyszłych boisk szkolnych zasiano trawę.
1 września 1978 roku w związku ze zmianami podziału administracyjnego województwa tarnobrzeskiego Szkoła Podstawowa w Łążku z filią w Przewłoce została przydzielona do Zbiorczej Szkoły Gminnej w Koprzywnicy, zaś do gminy Baranów Sandomierski zostały przydzielone wsie Siedleszczany i Nagnajów. Dzieci z Siedleszczan od klasy V uczęszczały do Szkoły Podstawowej w Baranowie Sandomierskim. 4 stycznia 1982 roku wznowiono zajęcia w szkole w Baranowie Sandomierskim (przerwano je 13 grudnia 1981 roku w związku z wprowadzaniem stanu wojennego). W 1985 roku z powodu wad technicznych w wykonaniu z użytku szkolnego wyłączono salę gimnastyczną. Zajęcia kultury fizycznej odbywały się na boisku szkolnym lub na korytarzach szkoły (w czasie zimy). W 1986 roku powstały pełnowymiarowe i oświetlone boiska do piłki nożnej i piłki ręcznej.
W 1989 roku jako przedmiot nadobowiązkowy wprowadzono język francuski. W czasie roku szkolnego 1989/1990 w klasach 5 i 6 wprowadzono język angielski jako przedmiot obowiązkowy. W tym samym roku uruchomiono sklepik szkolny pod patronatem Samorządu Uczniowskiego i utworzono pisemko szkolne „Chlap”. W 1994 roku dach „starej szkoły” pokryto blachą. W czasie roku szkolnego 1995/1996 na nadzwyczajnym posiedzeniu szkolnej rady pedagogicznej gościł ówczesny Rzecznik Praw Dziecka – Julian Radziewicz. W 1998 roku uroczyście otwarto i oddano do użytku halę sportową. W 1999 roku uczniowie baranowskiej szkoły po raz pierwszy wyjechali na tzw. zieloną szkołę.
W 2005 roku na mocy uchwały Rady Miejskiej w Baranowie Sandomierskim Publiczna Szkoła Podstawowa stała się częścią nowej placówki oświatowej na terenie miasta – Zespołu Szkół i Placówek w Baranowie Sandomierskim (w skład Zespołu Szkół i Placówek wchodzą też przedszkole i schronisko młodzieżowe). W 2007 roku Zespół Szkół i Placówek otrzymał patrona (Jana Twardowskiego) i sztandar. W tym samym roku szkołę odwiedził Tadeusz Olszewski. W czasie roku szkolnego 2007/2008 Zespół Szkół i Placówek w Baranowie Sandomierskim otrzymał od Polskiego Związku Bilardowego stoły bilardowe. W 2009 roku z okazji 100-lecia urodzin Romana Ślęzaka w szkole został zaprezentowany rocznicowy program artystyczny.
W czasie roku szkolnego 2010/2011 w szkole zamontowano dzwonki elektroniczne i ułożono sztuczną trawę na terenie boiska szkolnego. W 2011 roku na szkolnym podwórku wybudowano plac zabaw. W tym samym roku po raz pierwszy w szkolnej Izbie Folkloru Lasowiackiego odbyły się wróżby andrzejkowe z gościnnym udziałem Anny Rzeszut. W 2019 roku szkołę odwiedził Janusz Kukuła, kierownik artystyczny Teatru Polskiego Radia. W 2021 roku rozpoczęły się prace remontowe (m.in. wykonano termomodernizację budynku, zainstalowano instalację odgromową, odbyły się także prace przy elewacji i stolarce okiennej). W 2023 roku w budynku szkoły otwarto pierwszy w gminie Baranów Sandomierski żłobek.
Publiczna Szkoła Podstawowa w Baranowie Sandomierskim otrzymała tytuł „Szkoły z klasą”. Szkoła bierze udział w projektach i programach (między innymi w projekcie „Szkoła promująca zdrowie” i w projekcie „Tradycyjny Sad”). Zespół Szkół i Placówek w Baranowie Sandomierskim co roku bierze udział w akcji Narodowe Czytanie.

## Kierownicy i dyrektorzy szkół
Kierownicy Trywialnej Szkoły Podstawowej:
- Jakub Arciszewski – Kierownik Szkoły Ludowej w Baranowie Galicyjskim w latach 1816–1856;
- Franciszek Niklas – Kierownik Trywialnej Szkoły Ludowej w Baranowie Galicyjskim w latach 1856–1889;
- Ludwik Napoleon Wnękowski – Tymczasowy kierownik Trywialnej Szkoły Ludowej w Baranowie Galicyjskim w latach 1889–1890. Kierownik Trywialnej Szkoły Ludowej w latach 1908–1932;
- Piotr Bara – Kierownik Szkoły Ludowej w Baranowie Galicyjskim w latach 1890–1908[11].

Kierownicy Publicznej Szkoły Powszechnej:
- Janina Wnękowska – Tymczasowy kierownik baranowskiej Szkoły Powszechnej w latach 1932–1933;
- Stanisław Wołoszyński – Kierownik Publicznej Szkoły Powszechnej w Baranowie Sandomierskim w latach 1933–1968[11].

Kierownicy i dyrektorzy Publicznej Szkoły Podstawowej:
- Józef Ramocki – Kierownik Szkoły Podstawowej w Baranowie Sandomierskim w latach 1968–1971, Dyrektor Szkoły Podstawowej w Baranowie Sandomierskim w latach 1971–1982;
- Edmund Janas – Dyrektor Szkoły Podstawowej w Baranowie Sandomierskim w latach 1982–1984;
- Józefa Lis – Dyrektor Szkoły Podstawowej w Baranowie Sandomierskim w latach 1984–1985;
- Maria Trembecka – Dyrektor Szkoły Podstawowej w Baranowie Sandomierskim w latach 1985–1989;
- Janina Kurzępa – Dyrektor Szkoły Podstawowej w Baranowie Sandomierskim w latach 1989–1991;
- Alina Lis – Dyrektor Szkoły Podstawowej w Baranowie Sandomierskim w latach 1991–1999;
- Eugenia Kołek – Dyrektor Szkoły Podstawowej w Baranowie Sandomierskim w latach 1999–2005[11].

Dyrektorzy Zespołu Szkół i Placówek:
- Alina Lis – Dyrektor Zespołu Szkół i Placówek w Baranowie Sandomierskim w latach 2005–2012;
- Anetta Owczarek – Dyrektor Zespołu Szkół i Placówek w Baranowie Sandomierskim w latach 2012–2013;
- Maria Pietrzyk – Dyrektor Zespołu Szkół i Placówek w Baranowie Sandomierskim w latach 2013–2019;
- Marek Kosior – Dyrektor Zespołu Szkół i Placówek w Baranowie Sandomierskim od roku 2019[11].